# 꼭지방

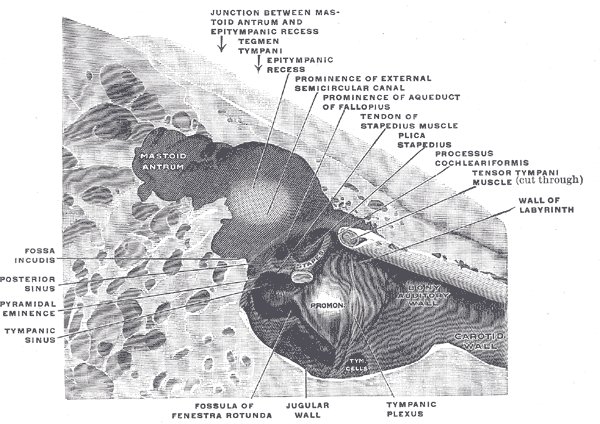
오른쪽 관자뼈의 두정 부분. 위쪽의 왼쪽 부분에 고실동이 위치한다.

꼭지방(mastoid antrum, tympanic antrum, antrum mastoideum, Valsalva's antrum) 또는 유양돌기동(乳樣突起洞), 유돌동(乳突洞) 또는 고실동(鼓室洞)은 중이의 유돌기봉와의 뒤쪽, 고실상함요의 앞쪽에 위치한 관자뼈의 추체부에 있는 빈 공간으로, 유돌동을 통하여 이들 사이에 정보가 전달된다.